# 25511 Annlipinsky
25511 Annlipinsky (tên chỉ định: 1999 XM97) là một tiểu hành tinh vành đai chính. Nó được phát hiện bởi dự án Nghiên cứu tiểu hành tinh gần Trái Đất Lincoln ở Socorro, New Mexico ngày 7 tháng 12 năm 1999. Nó được đặt theo tên Ann Marie Lipinsky de Orlov, an AP Biology và Science Research teacher ở John Jay High School in Cross River, New York, giám khảo vòng chung kết ở Cuộc thi tìm kiếm Tài năng Khoa học trẻ Intel năm 2009.